# قطنجية
القطنجية (الاسم العلمي: Cotingidae) فصيلة طيور من رتبة العصفوريات.

## التوزيع
91 نوع، جنوب أريزونا، تكساس جنوبا إلى الباراغواي، شمال الأرجنتين وفي جامايكا أيضا. يوجد في الغابات الماطرة وغابات الأراضي المرتفعة.أغلبة غير مهاجر.

## الصفات المميزة
9-46 سم الجناحان قصيران مستديران إلى طويلان تماما، الذيل قصير إلى طويل، الأرجل قصيرة، الأقدام كبيرة، المنقار قصير إلى طويل مسطح غالبا. متنوع الألوان بكمية كبيرة، بعضه له عرف، بعضه له رقع عارية الوجه، بعضه له زوائد لحمية. العديد لونه رمادي أو بني به علامات بسيطة. بعضه أسود، أبيض، أحمر، أرجواني، أخضر. الجنسان متشابهان وغير متشابهان.

## العادات
أغلبه منفرد يسكن الأشجار يتغذى على الفواكه والحشرات. الطيرات متوسط إلى قوي تماما. الصوت منغير منخفض، رنين معدني، صفير حاد، ضجيج لا يشبه ضجيج الطيور، الخ.البيوض 1-6 في تجويف في الشجرة العش كيير مغطى، غير عميق على الأغصان أو عش في الطين على حائط صخري، تحضن الأنثى البيوض. ويرعى الفراخ كلا من الجنسين.

## المرجع
1. 1 2  IOC World Bird List Version 6.3 (بالإنجليزية), 21 Jul 2016, DOI:10.14344/IOC.ML.6.3, QID:Q27042747
2. ↑  IOC World Bird List. Version 7.2 (بالإنجليزية), 22 Apr 2017, DOI:10.14344/IOC.ML.7.2, QID:Q29937193
3. ↑  World Bird List: IOC World Bird List (بالإنجليزية) (6.4th ed.), International Ornithologists' Union, 2016, DOI:10.14344/IOC.ML.6.4, QID:Q27907675

- موسوعة طيور العالم